# Liste der Bodendenkmäler in Michelau in Oberfranken
Auf dieser Seite sind die Bodendenkmäler in der oberfränkischen Gemeinde Michelau in Oberfranken zusammengestellt. Diese Tabelle ist eine Teilliste der Liste der Bodendenkmäler in Bayern. Grundlage ist die Bayerische Denkmalliste, die auf Basis des Bayerischen Denkmalschutzgesetzes vom 1. Oktober 1973 erstmals erstellt wurde und seither durch das Bayerische Landesamt für Denkmalpflege geführt wird. Die folgenden Angaben ersetzen nicht die rechtsverbindliche Auskunft der Denkmalschutzbehörde.

## Bodendenkmäler der Gemeinde Michelau in Oberfranken

### Bodendenkmäler in der Gemarkung Lettenreuth
| Lage                   | Objekt | Akten-Nr.     | Bild |
| ---------------------- | --- | ------------- | ---- |
| Lettenreuth (Standort) | Bestattungsplatz mit Grabhügeln vorgeschichtlicher Zeitstellung mit Bestattungen der Hallstattzeit.                                                       | D-4-5832-0008 |      |
| Lettenreuth (Standort) | Bestattungsplatz mit Grabhügeln vorgeschichtlicher Zeitstellung.                                                                                          | D-4-5832-0009 |      |
| Lettenreuth (Standort) | Siedlung der Urnenfelderzeit und der Hallstattzeit. | D-4-5832-0011 |      |
| Lettenreuth (Standort) | Freilandstation des Paläolithikums und Siedlung vor- und frühgeschichtlicher Zeitstellung.                                                                | D-4-5832-0012 |      |
| Lettenreuth (Standort) | Freilandstation des Spätpaläolithikums und des Mesolithikums sowie Siedlung der Linearbandkeramik.                                                        | D-4-5832-0013 |      |
| Lettenreuth (Standort) | Archäologische Befunde im Bereich der frühneuzeitlichen Katholischen Pfarrkirche St. Laurentius von Lettenreuth. Siehe auch: St. Laurentius (Lettenreuth) | D-4-5832-0183 |      |

### Bodendenkmäler in der Gemarkung Michelau i.OFr.
| Lage                       | Objekt                                    | Akten-Nr.     | Bild |
| -------------------------- | ----------------------------------------- | ------------- | ---- |
| Michelau i.OFr. (Standort) | Bestattungsplatz des frühen Mittelalters. | D-4-5832-0023 |      |
| Michelau i.OFr. (Standort) | Siedlung vorgeschichtlicher Zeitstellung. | D-4-5832-0024 |      |

### Bodendenkmäler in der Gemarkung Neuensee
| Lage                | Objekt | Akten-Nr.     | Bild |
| ------------------- | --- | ------------- | ---- |
| Neuensee (Standort) | Bestattungsplatz mit verebnetem Grabhügel vorgeschichtlicher Zeitstellung mit Bestattungen der Hallstattzeit.                          | D-4-5832-0015 |      |
| Neuensee (Standort) | Bestattungsplatz mit verebneten Grabhügeln vorgeschichtlicher Zeitstellung mit Bestattungen der Urnenfelderzeit und der Hallstattzeit. | D-4-5832-0016 |      |
| Neuensee (Standort) | Bestattungsplatz der Urnenfelderzeit.                                                                                                  | D-4-5832-0018 |      |
| Neuensee (Standort) | Siedlung vor- und frühgeschichtlicher Zeitstellung.                                                                                    | D-4-5832-0149 |      |